# Sofion
Sofion (italijansko soffione) je italijansko poimenovanje za nekatere vulkanske odprtine, v katerih izvira vodna para z več kot 200 °C, običajno pa para vsebuje tudi vodikov sulfid in ogljikovi dioksid, amonijak, močvirski plin in borovo kislino.
Pojav je znamenje ugašajoče vulkanske aktivnosti. Sofioni nastanejo v obdobju med dvema vulkanskima izbruhoma in omogočajo dvigovanje plinov iz magmatskega ognjišča na površje. Izbruhi so ponavljajoči, plini pa bruhajo pri temperaturah nad 200 °C in tlakom več kot 20 atm.
Sofioni se običajno pojavljajo v skupinah, najbolj znani pa so v Maremmi v Toskani, kjer para vsebuje majhen delež borove kisline, zato so tudi industrijskega pomena. Sofione v tamkajšnji okolici prav tako izrabljajo za proizvodnjo električne energije v geotermalnih elektrarnah. Sofioni se pojavljajo tudi blizu Sasso Pisana, Monterotonda Maritima, Pomaranca in Castelnouva Val di Cecine. 